# Nycticorax caledonicus
Nycticorax caledonicus este un stârc care aparține genului Nycticorax și familiei Ardeidae. Este în principal o pasăre nocturnă și este observată într-o gamă largă de habitate, inclusiv păduri, pajiști, țărmuri, recife, mlaștini și pășuni. Specia are o lungime cuprinsă între 55 și 65 cm, cu părțile superioare de culoare scorțișoară și părțile inferioare albe. Are o populație stabilă și este clasificată ca specie de interes minim de către Uniunea Internațională pentru Conservarea Naturii (IUCN).